# Lycaena unilineata
Lycaena unilineata är en fjärilsart som beskrevs av Tutt 1906. Lycaena unilineata ingår i släktet Lycaena och familjen juvelvingar. Inga underarter finns listade i Catalogue of Life.